# Індіанська територія Уру-Еу-Вау-Вау
Корінна територія Уру-Еу-Вау-Вау — корінна територія у центральній частині штату Рондонія, Бразилія. Створена 1991 року згідно з підписаним президентом законом. У ній проживає контактне індіанське населення чисельністю близько 168 людей, що належать до племен амондауа, уру-па-ін, юпау та юма (станом на 2002 рік). На корінній території залишається невідома кількість неконтактних людей, що належать до племен, чисельність яких коливається від 4 до 6, як-от джурурей, уру-па-ін (неконтактні громади), паракуа. Станом на 1986 рік, кількість неконтактних індіанців на території Уру-Еу-Вау-Вау коливається від 1000 до 1200 осіб, проте це число могло різко змінитися за останні десятиліття. Територія Уру-Еу-Вау-Вау є однією з найнебезпечніших корінних територій у Бразилії. До неї часто вторгаються лісоруби та фермери. На території Уру-Еу-Вау-Вау працюють місіонери, а громадська організація «Канінде» бореться із зовнішніми впливами, що можуть спричинити асиміляцію племен.